# Siedlung Lockerwiese

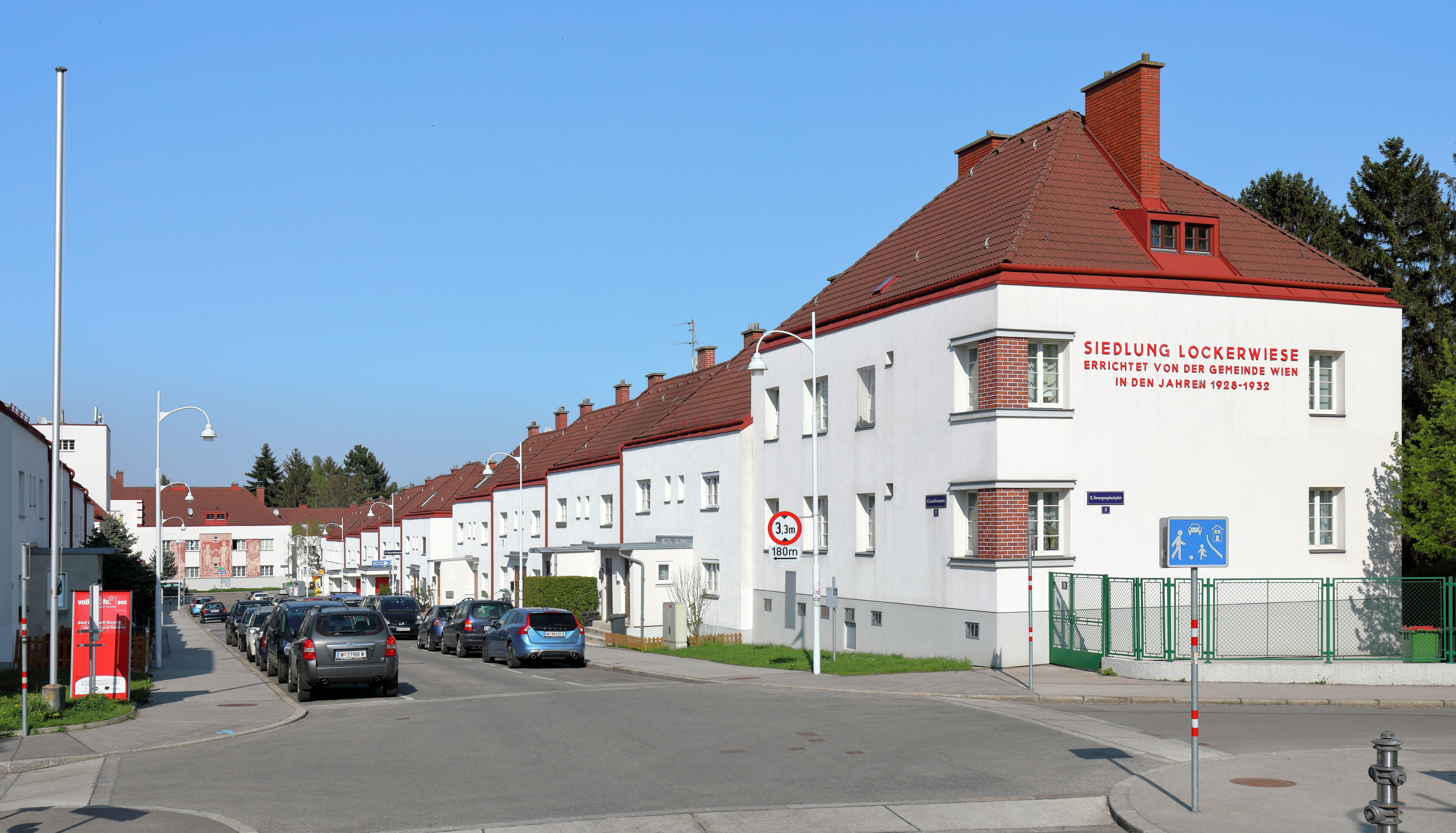
Siedlung Lockerwiese im Bereich Camillianergasse

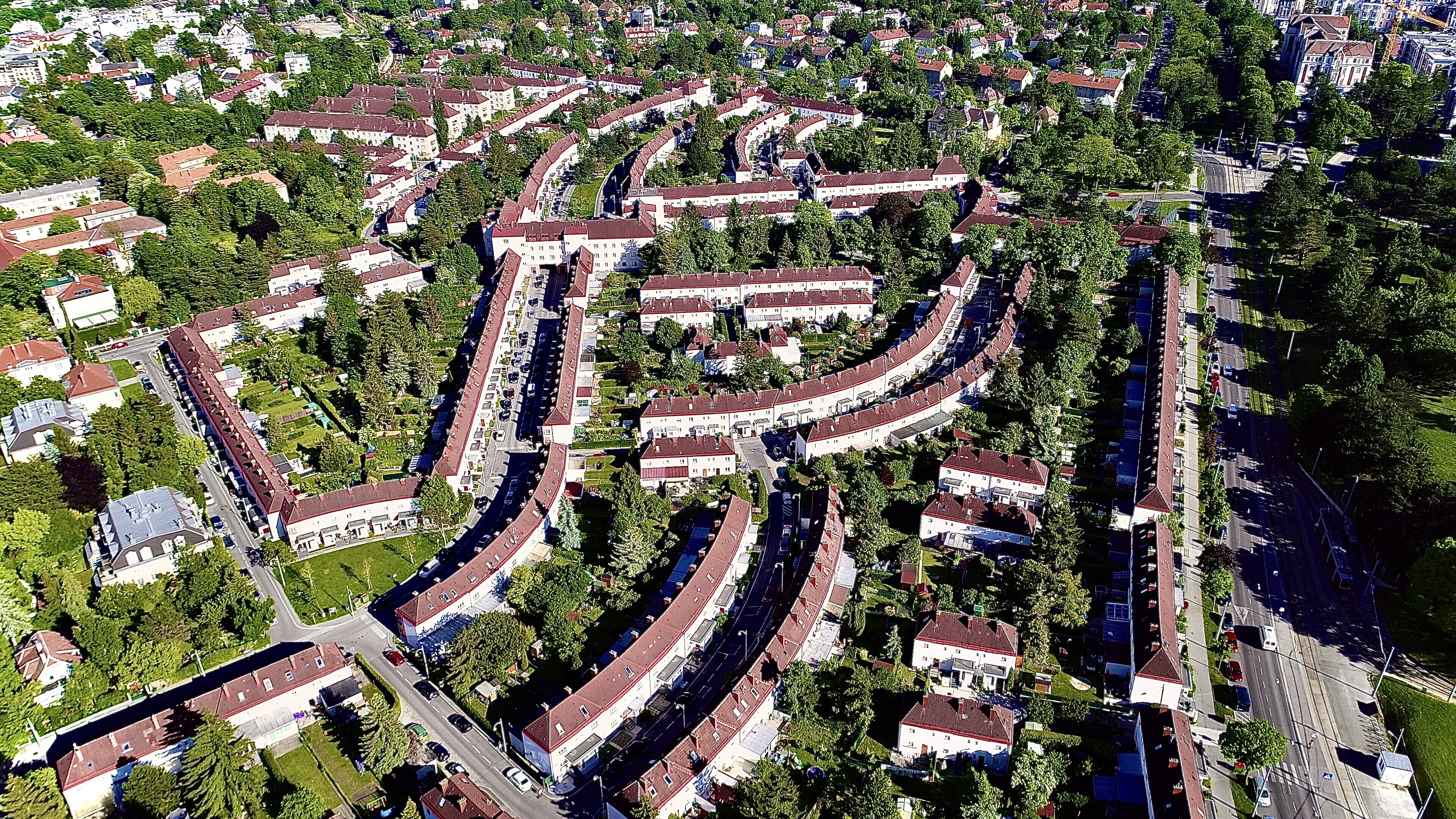
Drohnenaufnahme der Lockerwiesensiedlung

Die Siedlung Lockerwiese ist eine städtische Siedlungsanlage der Stadt Wien im 13. Bezirk, Hietzing, mit über 750 Wohneinheiten. Sie wurde nach Plänen von Karl Schartelmüller ab 1928 in mehreren Etappen errichtet und ist nach der vom selben Architekten geplanten Freihofsiedlung die zweitgrößte Gartenstadtsiedlung Wiens. Die Siedlung steht unter Denkmalschutz (Listeneintrag) und ist von der Stadt Wien als bauliche Schutzzone definiert.

## Name und Lage
Das Grundstück, auf dem die Siedlung errichtet wurde, war Weideland und hatte wegen „lockerer Erde auf dem Gelände“ den Flurnamen „Lockerwiese“, der übernommen wurde.
Die Siedlung ist im Süden durch die Versorgungsheimstraße begrenzt, im Westen durch die Wolkersbergenstraße, im Norden durch die Engelhartgasse und Wilhelm-Leibl-Gasse und im Osten durch die Seelosgasse, die Schirnböckgasse, die Egon-Schiele-Gasse sowie die Waldvogelstraße. Die S-förmig gekrümmte Faistauergasse, die von Norden nach Süden führt, stellt die Hauptverbindung innerhalb der Siedlung dar. Das Zentrum der Siedlung ist der Holowatyj-Platz, der sich an der Kreuzung der Faistauergasse und der Camillianergasse befindet.

## Geschichte
Die von Karl Schartelmüller geplante und von der GESIBA errichtete Gemeindesiedlung wurde in mehreren Etappen gebaut. Beim ersten Bauabschnitt wurde von 1928 bis 1930 der südliche Bereich der Siedlung zwischen der Camillianergasse und der Versorgungsheimstraße bebaut und von 1930 bis 1932 erfolgte die Bebauung des heutigen mittleren Bereiches der Siedlung zwischen der Camillianergasse und der Wolkersbergenstraße. In den Jahren 1938/39 fand eine Erweiterung der Siedlung in Richtung Norden um 120 Reihenhäuser und einen Block mit 12 Geschoßwohnungen sowie ein Parteilokal der NSDAP statt. Für diese Erweiterung wurde wiederum der Architekt Schartelmüller beauftragt. In den Jahren 1950/51 wurde im Bereich des Versorgungsheimplatzes nach Plänen von Franz Mörth und Otto Schönthal noch ein Sportplatz mit vier Wohnhauszeilen errichtet und im Jahr 1953 erfolgte durch Adolf Wölzl eine Reihe von Dachausbauten.
Von 2008 bis 2016 wurde die Siedlung umfangreich um rund 30 Mio. Euro saniert.